# 1934 en Belgique
Chronologie de la Belgique
- 1930
- 1931
- 1932
- 1933
- 1934
- 1935
- 1936
- 1937
- 1938

Cette page recense des événements qui se sont produits durant l'année 1934 en Belgique.

## Chronologie
- 17 février : le roi Albert Ier meurt dans un accident d'escalade à Marche-les-Dames[1].
- 23 février : Léopold III devient le quatrième roi des Belges[2].

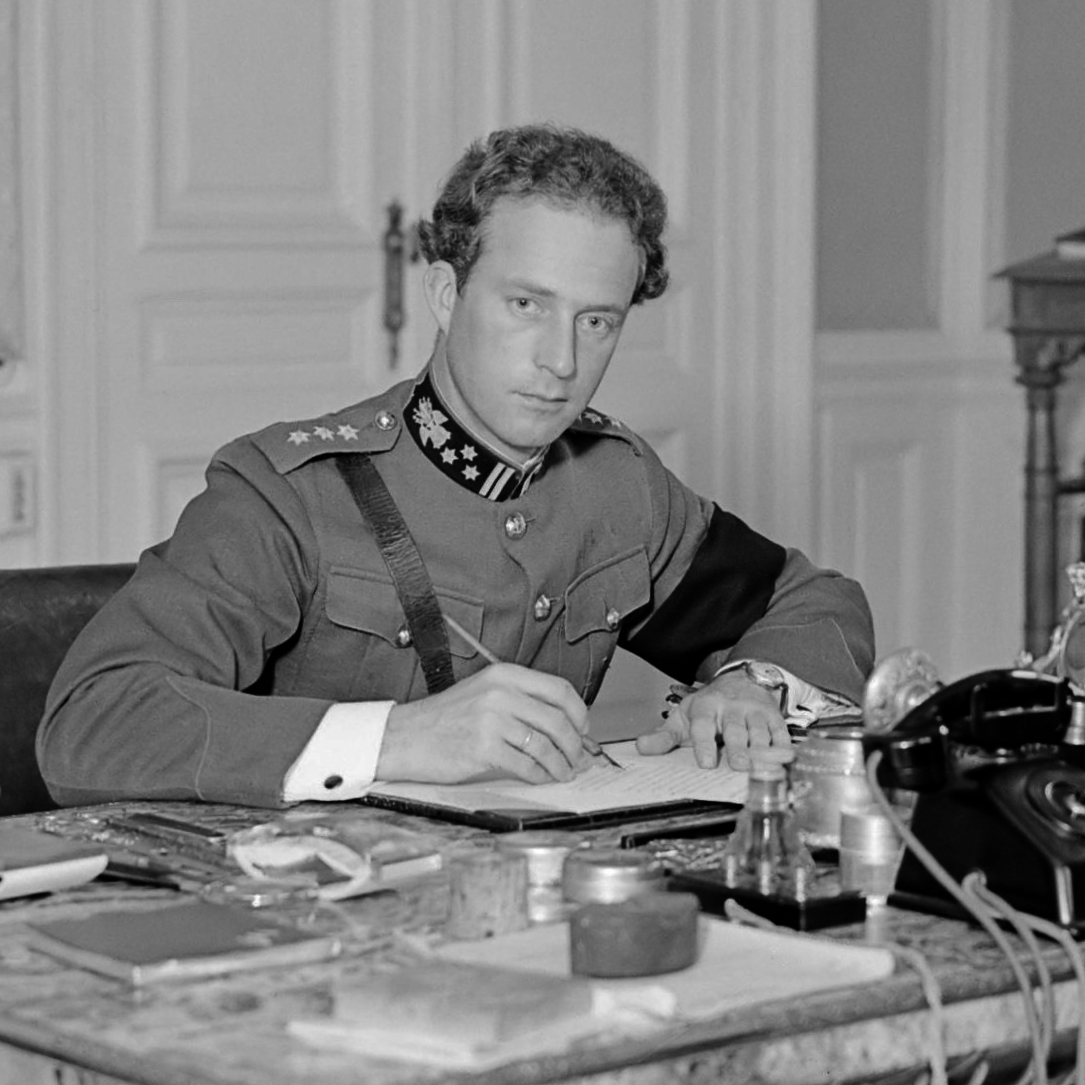
Le roi Léopold III dans son bureau, au château de Laeken.

- 13 novembre : démission de Charles de Broqueville, Premier ministre en Belgique. Georges Theunis forme un gouvernement le 21 novembre[3].
- 10 décembre : le Belge Henri de Man expose à Paris ses thèses économiques planistes[4], adoptées par le parti ouvrier belge.

## Culture

### Architecture

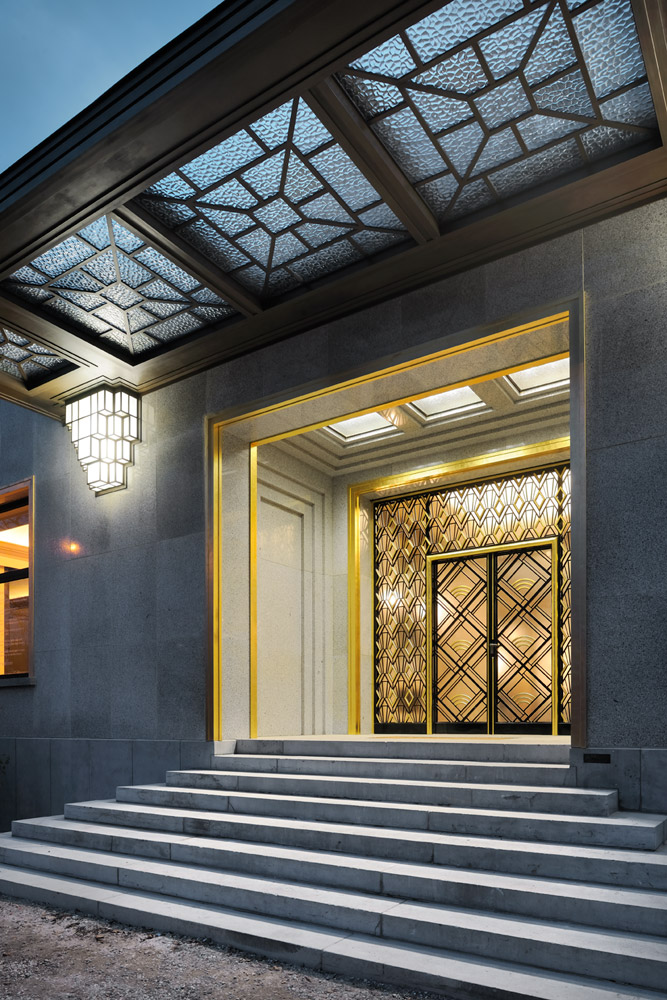
Entrée de la villa Empain, bâtiment Art déco dessiné par Michel Polak.
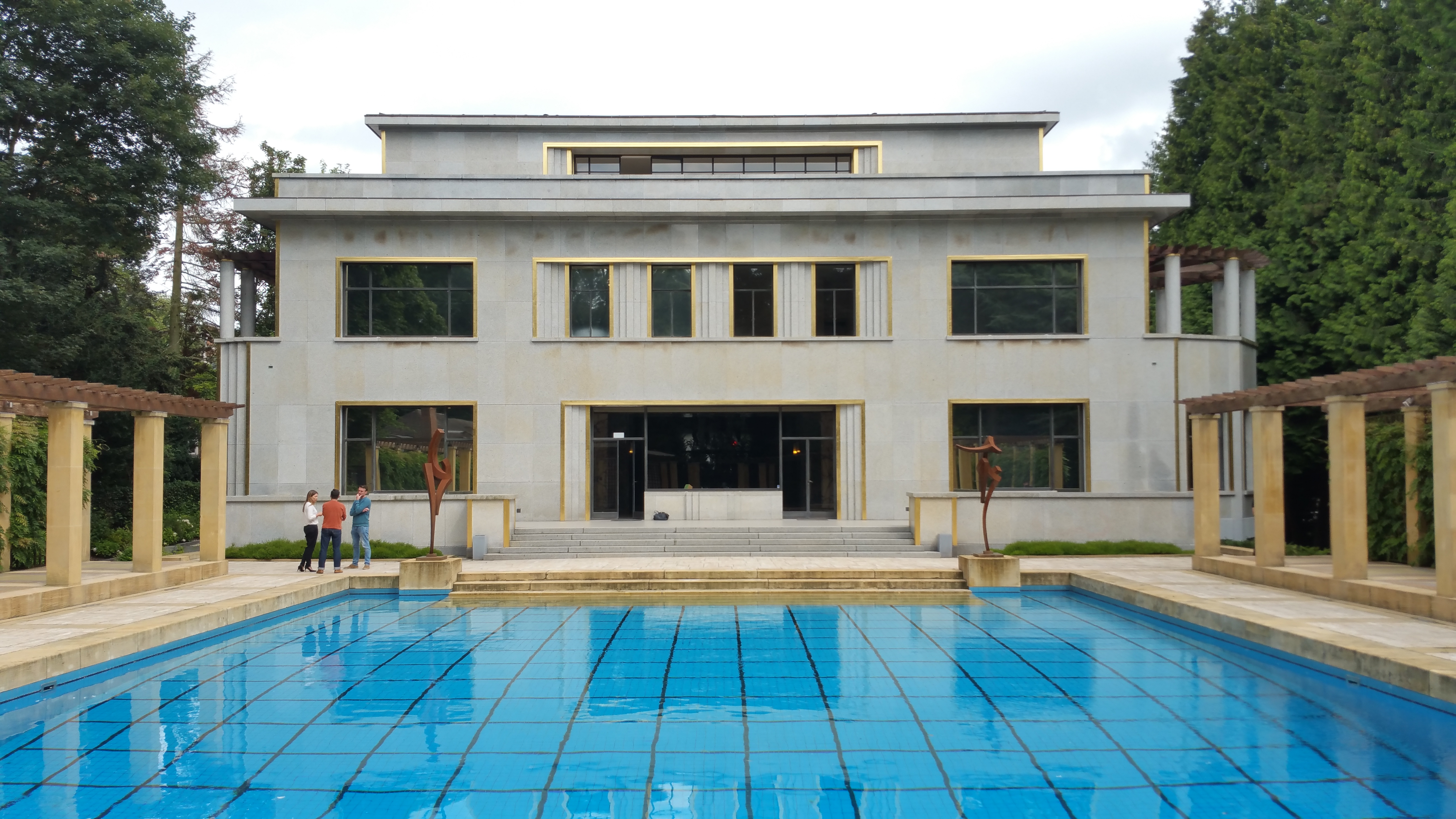
Vue de la villa Empain depuis la piscine.

### Bande dessinée
- Les Cigares du pharaon d'Hergé.

### Cinéma
- L'Amour en six jours (Liefde in zes dagen), d'Émile-Georges De Meyst et Georges Moussiaux.
- Filasse, de Jan Vanderheyden.
- Un gosse pour 100.000 francs, de Gaston Schoukens.
- Les Quatre Mousquetaires, de Gaston Schoukens.

### Littérature
- 29 mars : fondation à La Louvière du groupe surréaliste Rupture[5].
- Une femme qu'a le cœur trop petit, pièce de Fernand Crommelynck[6].
- Naissance du sang, recueil d'Edmond Vandercammen[7].
- Statue de la fatigue, recueil de Marcel Thiry[8].

#### Romans policiers deGeorges Simenon
- L'Homme de Londres.
- Le Locataire.
- Maigret.
- Les Suicidés.

## Sciences
- Prix Francqui : Georges Lemaître (astrophysique, UCL)[9].

## Naissances
- 1er mars : Jean-Michel Folon, peintre († 20 octobre 2005).
- 23 mars : Géri, dessinateur  de bande dessinée († 3 février 2015).
- 4 mai : Joseph Planckaert, coureur cycliste († 22 mai 2007).
- 6 juin : Albert II, sixième roi des Belges, prince de Liège.
- 2 juillet : Charles Petitjean, homme politique.
- 28 septembre : Jean Louvet, écrivain et dramaturge († 29 août 2015).
- 8 octobre : Martin Lippens, joueur  et entraîneur de football († 2 novembre 2016).

## Décès
- 19 janvier : Armand Parent, violoniste et compositeur (° 5 février 1863), mort à Paris (France).
- 28 janvier : Armand Rassenfosse, peintre et lithographe (° 6 août 1862).
- 9 février : Henri Van Dyck, peintre (°25 mars 1849).
- 17 février : Albert Ier de Belgique, troisième roi des Belges (° 8 avril 1875).
- 27 février : Berthe Art, peintre (° 26 décembre 1857).
- 10 mai : Hubert Krains, écrivain (° 30 novembre 1862).
- 15 juillet : Jules Renkin, avocat et homme politique (° 3 décembre 1862).
- 17 novembre : Gabriel Van Dievoet, peintre, décorateur et sgraffitiste (° 12 avril 1875).